# Drug Enforcement Administration
Drug Enforcement Administration (DEA) (ungefär narkotikapolisen), är en federala polisorganisation i USA för beivrande av narkotikarelaterad brottslighet. 

## Organisation
DEA sorterar under USA:s justitiedepartement. Den högsta chefen, Administrator, och den nästa högsta, Deputy Administrator, utses av presidenten, måste också godkännas av senaten och är ansvarig inför USA:s justitieminister. DEA:s huvudkontor är beläget i Arlington i Virginia i närheten av Pentagon. Träningen sker på marinkårsbasen Quantico i Virginia där även bland andra FBI Academy och HMX-1, som ansvarar för helikoptertransport åt presidenten huserar. DEA är uppdelat i 21 distrikt som tillsammans har 237 fältkontor i USA. Dessutom har de 80 fältkontor i 58 andra länder. Den årliga budgeten ligger på 2,4 miljarder dollar. DEA har cirka 11 000 anställda varav 5 000 har polisiära befogenheter.

## Personal

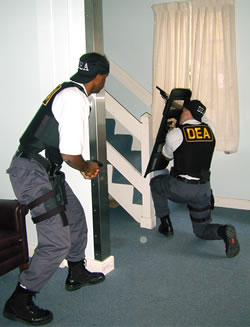
Två DEA-agenter.

### Specialagenter
- Grundläggande anställningskrav
  - 21-36 års ålder
  - Kandidat- eller masterexamen, företrädesvis i polisvetenskap eller ekonomi, redovisning nationalekonomi, spanska, ryska, hebreiska, arabiska, nigerianska dialekter, kinesiska, japanska eller datavetenskap eller examen som teleingenjör, elektronikingenjör eller mekanikingenjör.

### Rättskemister
- Grundläggande anställningskrav
  - Kandidat- eller magisterexamen i biovetenskap eller teknik.

### Läkemedelsutredare
- Grundläggande anställningskrav
  - Kandidatexamen, med ett medelbetyg av B (Väl Godkänd), helst i redovisning, kemi, farmakologi eller polisvetenskap.
- Meriterande vid anställning
  - Utredningserfarenhet, främmande språkkunskaper, datakunskap och militär tjänstgöring
  - Erfarenhet av redovisningsarbete, kemiskt arbete, apoteksarbete eller polisiärt arbete.

### Övriga tjänster
- Underrättelsespecialister
- Informationssäkerhetsspecialister
- Datavetare
- Telekommunikationsspecialister
- Utredningstekniker (elektronikingenjörer, mekanikingenjörer, datavetare, teleingenjörer)

## Galleri

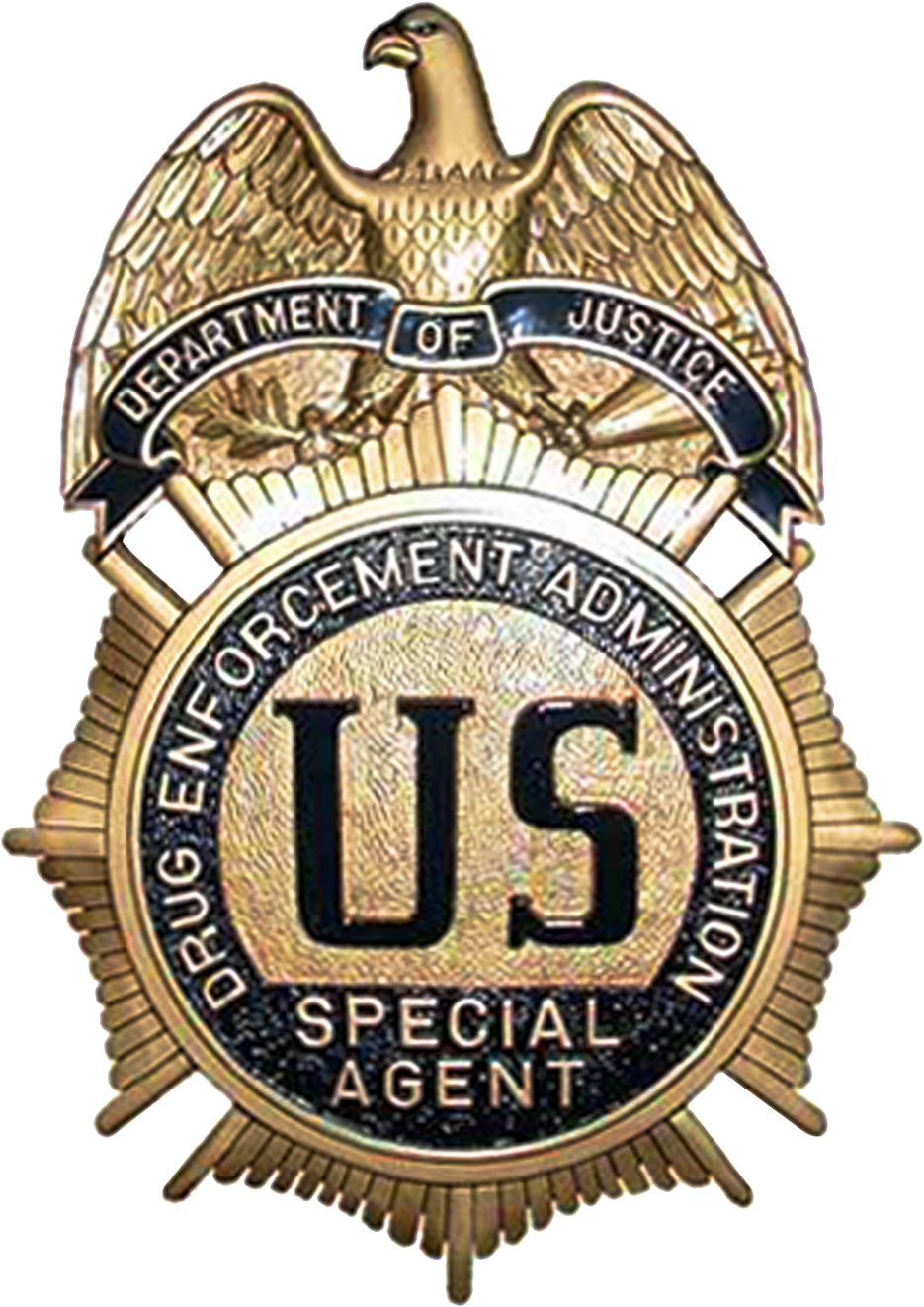
Polisbricka för DEA.